# Vandijkophrynus robinsoni
Vandijkophrynus robinsoni es una especie de anfibio anuro de la familia Bufonidae.

## Distribución geográfica
Esta especie habita en el suroeste de África:
- en Sudáfrica, en el norte de la Provincia Cabo Occidental y en el oeste de la Provincia Cabo del Norte.
- en el extremo sur de Namibia.[4]

## Etimología
Esta especie lleva el nombre en honor a Gilbert A. Robinson.

## Publicación original
- Branch & Braack, 1996 "1995" : A new toad from paradise. Madoqua, vol. 19, p. 15-23[5]